# کیاسما
کیاسما (فنلاندی: Kiasma) نام یک موزه هنر معاصر در هلسینکی، فنلاند است. کیاسما در فنلاندی به معنای چلیپای نوری است و مفهوم ایده معمار آن استیون هال را تداعی می‌کند. موزه توسط گالری ملی فنلاند در سال ۱۹۹۰ پایه‌گذاری شد.